# Friedrich Wilhelm Eugen Döll

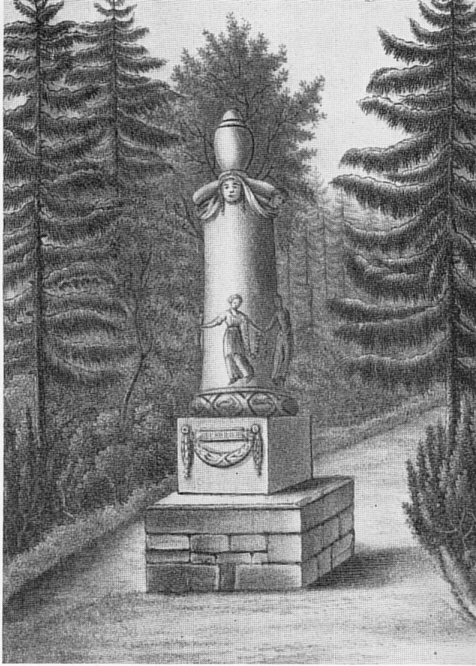
Monument de Christiane Becker-Neumann à Weimar

Friedrich Wilhelm Eugen Döll (Veilsdorf, 8 octobre 1750-Gotha, 30 mars 1816), est un sculpteur allemand.

## Biographie
Il se perfectionne à Paris comme élève d'Houdon puis vit huit années en Italie où il se lie avec Johann Joachim Winckelmann. Nommé conservateur de la galerie de Gotha, il y fonde une école de sculpture.

## Œuvres
On lui doit de nombreuses sculptures dont :
- Le monument de Winckelmann dans le Panthéon à Rome.
- Celui de Leibniz à Hanovre.
- Celui de Képler à Ratisbonne.
- Le groupe La Foi, l'Amour et l'Espérance dans l'église de Lunebourg.
- Buste de Winckelmann, 1781, marbre, 72 x 72 cm, Musées du Capitole.